# LOT 2011
LOT 2011 – drugi album studyjny polskiego rapera Te-Trisa. Wydawnictwo ukazało się 21 października 2011 roku nakładem wytwórni muzycznej Aptaun Records. Produkcji nagrań podjęli się Te-Tris oraz Tomasz „Bob Air” Musiel, Marek „DJ Tort” Wieremiejewicz, Łukasz „Qciek” Kuczyński i zespół producencki Voskovy w składzie: Filip Libner, Patryk Majewski.
Pochodzący z albumu utwór pt. „Ile mogę?” znalazł się na liście „120 najważniejszych polskich utworów hip-hopowych” według serwisu T-Mobile Music.
Nagrania dotarły do 10. miejsca zestawienia OLiS.

## Lista utworów
Opracowano na podstawie materiału źródłowego.
1. „Kolejny raz” (gitara, keyboard: Marek „DJ Tort” Wieremiejewicz, sampler, programowanie perkusji, produkcja: Łukasz „Qciek” Kuczyński, wokal: Dominik „Rzeźnik” Luniewski)  – 3:33
2. „Trzeba żyć” (keyboard: Marek „DJ Tort” Wieremiejewicz, sampler, programowanie perkusji, produkcja: Voskovy) – 4:05[A]
3. „Ile mogę?” (programowanie perkusji, produkcja: Marek „DJ Tort” Wieremiejewicz, programowanie perkusji, keyboard, produkcja: Bob Air, sampler, produkcja: Adam „Te-Tris” Chrabin) – 3:39[B]
4. „Skóra” (programowanie perkusji: Marcin „Rollin” Dziuba, keyboard, gitara, produkcja: Marek „DJ Tort” Wieremiejewicz, wokal: Dominik „Rzeźnik” Luniewski) – 4:43
5. „Prawo 2021” (produkcja: Bob Air) – 3:16
6. „Ogień i lód” (produkcja: Bob Air) – 3:52
7. „Muzyka moja” (produkcja: Bob Air, saksofon: Grzech Piotrowski) – 3:51
8. „Teraz patrz” (gitara: Marek Dulewicz, produkcja: Marek „DJ Tort” Wieremiejewicz, wokal: Dominik „Rzeźnik” Luniewski) – 4:11
9. „Pstryk, pstryk” (produkcja: Marek „DJ Tort” Wieremiejewicz) – 4:03
10. „Miłość i hałas” (keyboard: Marek „DJ Tort” Wieremiejewicz, keyboard: produkcja: Bob Air, sampler: Adam „Te-Tris” Chrabin) - 4:40
11. „Lot 2011” (gitara, gramofony: Marek „DJ Tort” Wieremiejewicz, sampler, programowanie perkusji, produkcja: Voskovy) – 3:09
12. „W imię nas” (produkcja: Marek „DJ Tort” Wieremiejewicz) – 4:05
13. „Ostatnim” (programowanie perkusji: Marcin „Rollin” Dziuba, gitara, keyboard, produkcja: Marek „DJ Tort” Wieremiejewicz) – 4:30
14. „...” (produkcja: Bob Air) – 4:00

Notatki
- A^ W utworze wykorzystano sample z piosenki  „I Do Believe (I Fell in Love)” w wykonaniu Donny Summer[6].
- B^ W utworze wykorzystano sample z piosenki „When You Get Right Down to It” w wykonaniu Ronnie'ego Dysona[6].